# Claude Tollet
Pour les articles homonymes, voir Tollet.
Claude Tollet (né le 24 avril 1949 à Roisel) est un coureur cycliste professionnel français. Il a remporté une étape du Tour de France 1973. 

## Biographie
Un problème de genou le contraint à mettre fin très tôt à sa carrière cycliste professionnelle.
Son neveu Axel a également été coureur cycliste chez les amateurs.

## Palmarès

### Palmarès amateur
- 1972
  - Grand Prix des Flandres françaises
  - Grand Prix de Lillers
  - 1re (contre-la-montre par équipes) et 12ea étapes du Trophée Peugeot de l'Avenir

### Palmarès professionnel
- 1973
  - 17e étape du Tour de France
  - 2e du Grand Prix de Menton
  - 2e de la Promotion Pernod
  - 3e du Grand Prix de Cannes
  - 3e du championnat de France sur route
  - 8e du Grand Prix du Midi libre

- 1974
  - 4e étape du Tour de l'Aude

## Résultats sur les grands tours

### Tour de France
2 participations 
- 1973 : 48e, vainqueur de la 17e étape
- 1974 : abandon (9e étape)